# Мария де лос Долорес Бурбон-Сицилийская
Мария де лос Долорес Бурбон-Сицилийская (итал. Maria de los Dolores di Borbone-Due Sicilie), полное имя Мария де лос Долорес Виктория Филиппа Мария де лас Луиза Мерседес Карлота Евгения и Тодос дос Сандос де Бурбон-Сицилийская (итал. María de los Dolores Victoria Felipa María de las Mercedes Luisa Carlota Eugenia y Todos los Santos di Borbone-Due Sicilie, 15 ноября 1909, Мадрид — 11 мая 1996, там же) — принцесса из дома Сицилийских Бурбонов, тетка испанского короля Хуана Карлоса. Супруга польского князя Августина Юзефа Чарторыйского.

## Биография
Родилась 15 ноября 1909 года во дворце Вилламеджо (исп. Palacio de Villamejor) в Мадриде, став вторым ребёнком и первой дочерью в семье сицилийского принца Карлоса (1870—1949) и его супруги французской принцессы Луизы Орлеанской (1882—1958). Своё детство принцесса провела при испанском королевском дворе, так как, как по линии отца, так и по линии матери они были родственниками короля Альфонсо XIII. Её мать приходилось двоюродной сестрой королю. По матери Мария де лос Долорес также внучка претендента на французский престол принца Луи Филиппа, графа Парижского. У неё был старший брат принц Карлос, погибший в гражданской войне в Испании, и две младшие сестры — Мария де ла Эсмеральда и Мария де лас Мерседес. Последняя вышла замуж за претендента на трон Испании Хуана, графа Барселонского, сына короля Альфонсо XIII. Их сын стал королём Испании Хуаном Карлосом.
В возрасте 12 лет принцесса вместе с семьей переехала в Севилью из-за военной службы отца. Каникулы, как правило, принцессы проводили у родственников во Франции. Семья была очень популярна в Севилье, в которой они жили до начала испанской революции в 1931 году. После этого семья принцессы переехала в Канны, Франция.
В Париже принцесса встретила богатого польского князя Августина Юзефа Чарторыйского (1907—1946), сына Адама Людвига, князя Чарторыйского (1872—1937) и Марии Людовики Красинской (1883—1958).
Свадьба состоялась 12 августа 1937 года в Уиш, Швейцария. Супруги поселились в Кракове, где Мария стала заниматься Музеем семьи Чарторыйских. В сентябре 1939 года их семейная жизнь была прервана Второй мировой войной. Принцесса была беременна, когда супругам пришлось покинуть Польшу и переехать в Испанию. Во время побега они были схвачены немцами и отправлены в концлагерь, но быстро освобождены, благодаря вмешательству испанского посла в Берлине, который фактически спас их от смерти.
После переезда в Испанию, супруги осели в Севилье, где у них родился сын, князь Адам Кароль (род. 1940). Её супруг продолжал участвовать в польском сопротивлении. В 1943 году они купили небольшую сельскую местность недалеко от Севильи, которую назвали Сад Принцессы, в честь Марии де лос Долорес. У супругов родился второй ребёнок, князь Людвиг Петр (1945—1946), но он умер через 13 месяцев после рождения.
В конце войны все дворянские семейства, включая Чарторыйских, были национализированы. Супруги решили не возвращаться в Польшу. Война сильно сказалась на состоянии её супруга. Он умер 1 июля 1946 года возрасте 39 лет. Принцесса осталась вдовой с шестилетним ребёнком.
Через четыре года принцесса встретила Карлоса Чиаса Осорио (род. 1925) и влюбилась в него, несмотря на разницу в 16 лет. Он был учителем и наставником сына принцессы. Они поженились 29 декабря 1950 года в Севилье, детей не имели. Несмотря на разницу в возрасте брак оказался счастливым. Супруги проживали в Севилье до 1958 года, когда умерла мать Марии Луиза. После этого пара переехала в Мадрид. Умерла Мария де лос Долорес 11 мая 1996 года в Мадриде.
Принцесса была Дамой Ордена Королевы Марии Луизы.

## Титулы
- 15 ноября 1909 — 12 августа 1937: Её Королевское Высочество Принцесса Бурбон-Сицилийская
- 12 августа 1937 — 29 декабря 1950: Её Королевское Высочество Княгиня Чарторыйская, Принцесса Бурбон-Сицилийская
- 29 декабря 1950 — 11 мая 1996: Её Королевское Высочество Мисс Осорио, Принцесса Бурбон-Сицилийская